# Кал-хан
Кал-хан (умер в 1547) — седьмой узбекский правитель из  династии шибанидов в Хорезмском государстве, правивший в 1541 – 1547 годах.

## Приход к власти
Кал-хан был сыном Аминек-хана и потомком узбекского хана Йадгар-хана. Он пришел к власти в Хорезме после смерти бухарского правителя Убайдулла-хана, которому удалось временно подчинить Хорезм своей власти 1538 - 1540 годах. Власть в Хорезме на короткий срок перешла к бухарским шейбанидам. Правил Кал-хан до 1547 года.  

## Смерть
После смерти Кал-хана в 1547 году к власти в Хорезме пришел его брат Агатай-хан.